# Ясіновський Юрій Павлович
Ясіно́вський Ю́рій Па́влович (10 вересня 1944, Ґрац, Австрія) — музикознавець, доктор мистецтвознавства, професор Львівської національної музичної академії ім. М. Лисенка, директор Інституту церковної музики УКУ.
Член Спілки композиторів України, Дійсний член Наукового Товариства ім. Шевченка, голова Музикознавчої комісії. Музикознавець-медієвіст, працює у ділянці давньої української музики.

## Життєпис
Член Спілки композиторів України, Дійсний член Наукового Товариства ім. Шевченка, голова Музикознавчої комісії.
Історик української музики, музикознавець-медієвіст, історик української культури.
Заснував кафедру історії української музики у Львівській консерваторії (1990—1991), а 2000 відновив цю кафедру і був її керівником 15 літ. Створив Інститут церковної музики в УКУ.

## Творчий доробок
Головні наукові зацікавлення - давня українська музика.
1996 р. опублікував ґрунтовну працю про українську та білоруську церковну монодію (623 стор.), яка стала справжнім відкриттям майже невідомої ділянки давньої музики Київської митрополії. Американський музикознавець-медієвіст Мілош Велімірович написав: «публікація цього каталогу музичних рукописів — Ірмолоїв, датованих від кінця 16 і до 18 століть, забезпечило б його авторові почесне місце у сучасному музикознавстві. Ця публікація є винятково важливим і вартісним довідковим знаряддям, що налічує 1111 (тисячу сто одинадцять!) музичних рукописів і в той же час показує історію побутування цього типу музичних рукописів на території і в період, який ще ніколи раніше не був так докладно вивчений, як демонструє ця нова праця. Усі дослідники східноєвропейських, і особливо української, традицій християнських співів і музичної нотації, що застосовувалася східними слов'янами для запису цих співів, будуть звертатися до каталогу Ясіновського як головного довідкового посібника. Він також служитиме зразком кодикологічних студій і гідний захоплення за ретельний і кмітливий підхід у дослідженні. Автор заслуговує на високу похвалу за цю чудову публікацію, що стала результатом понад двадцятирічної важкої праці і студій».Опублікований каталог на сайті https://icm.ucu.edu.ua/proekty/katalog-irmologioniv/vstup-do-internetovogo-vydannya/
2004 р. під його керівництвом завершена розробка комп'ютерної бази «Ірмос», яка отримала високу оцінку міжнародної наукової спільноти. https://web.archive.org/web/20090601224920/http://www.irm.ils.org.ua/main.php
Учасник багатьох міжнародних конференцій (Київ, Львів, Одеса, Краків, Москва, Санкт-Петербург, Вюрцбург, Ряшів, Михайловці, Лювен, Копенгаген, Париж та ін.).
Співорганізатор Фестивалів музики ім. А. Кос-Анатольського. Понад два десятки років співпрацював з Інститутом українознавства НАН України та УКУ.
Серед наукового доробку — понад 200 публікацій, з них 10 книг і понад десяток окремих публікацій джерел, а також статей, надрукованих в Україні, Польщі, Австрії, Литві, Росії, Білорусі, Словаччині, Данії, Німеччині, Румунії українською та чужоземними мовами. При цьому стосуються вони не лише церковної монодії XVI—XVIII століть, але й музики XI—XV та ХІХ—ХХ століть.
Юрій Ясіновський досліджує українську музику в таких мало розвинутих напрямках в українському музикознавстві, як музична бібліографія і нотографія, джерелознавство, текстологія, палеографія, біографістика, історіографія, музична іконографія і лексикографія, музичне життя міст та окремих регіонів. Він є дуже добрим знавцем музикалій та україніки в архівах, музеях і бібліотеках Львова, Києва, Харкова, Одеси, Чернігова, Ужгорода, Острога, Луцька, а також Москви і Петербурга, Мінська і Вільнюса, багатьох міст Польщі, німецького Вюрцбурґа, бельгійського Лювена, Словаччини.
Заініціював перевезення голландського міста Утрехта архів Мирослава Антоновича й здійснив спеціяльну поїздку для перевезення першої партії цього архіву, який уже став основою для низки наукових студій.
Ю. Ясіновський був заступником головного редактора другого тому колективної праці «Українська культура XIII — першої половини XVII століть» і автором текстів про музику до цього тому. http://litopys.org.ua/istkult2/ikult2.htm.
Започаткував періодичні збірники і періодичні «Musica Galiciana», «Musica humana», «Калофонія», відновив видання журналу «Українська музика» і впродовж багатьох років був фактичним його упорядником і редактором, «Пам'ятки церковної музики», «Антологія візантійської, слов'янської церкновної монодії» з ірмолоїв. В інституті українознавства 1995 р. започаткував видавничу серію «Історія української музики, джерела, дослідження» (останній 30-й том підгоотований до друку 2023 р.), яка тепер видається в УКУ. В інституті українознавства також був науковим редактором окремих томів матеріялів Міжнародних українознавчих конгресів, праці Я. Ісаєвича «Українське книговидання», бібліографії акад. Ісаєвича. А ще в першій половині 1970-х років був відповідальним секретарем щорічника «Українське музикознавство».

## Основні праці
- Українські та білоруські нотолінійні Ірмолої 16–18 століть: Каталог і кодикологічнопалеографічне дослідження / ред. Ярослав Ісаєвич, Олександра Цалай-Якименко [Історія української музики, вип. 2: джерела / Інститут українознавства ім. І. Крип'якевича НАН України]. Львів: Місіонер 1996. 623 с. https://icm.ucu.edu.ua/proekty/katalog-irmologioniv/vstup-do-internetovogo-vydannya/
- Heirmos: Basing on the Linear-Notated Musical Heirmologia from the Sixteenth through Eighteenth Centuries. Third Revised Edition. Lviv: UKU, 2004, 46 p. (співавтори В. Бондаренко, Кр. Ганнік).
- Das Lemberger Irmologion: Die älteste liturgische Musikhandschrift mit Fünfliniennotation aus dem Ende des 16. Jahrhuderts / Herausgegeben und eingeleitet von Jurij Jasinovs'kyj, Übertragen und kommeniert Carolina Lutzka, Vowort Christian Hannick [Bausteine zur Slavischen Philologie und Kulturgeschichte. Reiche B: Editionen, т. 24]. Köln — Weimar — Wien: Böhlau 2008. lix+509 c. (спільно з Кароліною Луцькою) https://www.google.com.ua/books/edition/Львівський_ірмологіо/MCEPh7189NUC?hl=en&gbpv=1&dq=Das+Lemberger+Irmologion+google+books&pg=PR33&printsec=frontcover
- Візантійська гимнографія і церковна монодія в українській рецепції ранньомодерного часу / ред. Крістіян Ганнік, Ярослав Ісаєвич [=Історія української музики: Дослідження, вип. 18 / Інститут українознавства ім. І. Крип'якевича НАН України]. Львів 2011. 468 с., 127 іл. https://www.er.ucu.edu.ua/handle/1/2164
- Бібліотека Унівської Свято-Успенської Лаври: Стародруки, рідкісні видання, рукописи: Каталог / уклад. Юрій Ясіновський / Інститут церковної музики УКУ. Львів 2017. 295 с.
- Ірмоси Київської Церкви: Критичне видання за Супрасльським нотолінійним ірмологіоном 1598—1601 років, у двох книгах / Редактор Крістіан Ганнік [=Київське християнство XI; Історія української музики 25: Джерела]. Львів: В-во УКУ 2018. xxxix+376, 432 с. http://kyiv-christ.ucu.edu.ua/books/irmosy-kyyivskoyi-tserkvy/
- Лаврівський невменний Ірмологіон кінця XVI століття: Факсимільна публікація, коментар, дослідження / Підготував Юрій Ясіновський, за участі Марії Качмар, ред. Крістіан Ганнік [=Київське Християнство 18; Історія української музики 26]. Львів: УКУ 2019. хххіі+604 с. http://kyiv-christ.ucu.edu.ua/books/lavrivskyj-nevmennyj-irmologion-kintsya-xvi-stolittya/
- Церковний спів Галичини Австрійської доби у критиці, персоналіях і нотних джерелах / редактор Марія Качмар [Василіянські історичні дослідження, т. V]. Варшава: Видавництво «ВАСИЛІАДА» 2020. 404 с.
- Матеріяли до Біографічного словника співців і музик давньої і новітньої України https://icm.ucu.edu.ua/proekty/biografichnyy-slovnyk/